# توتي (جزيرة)

## جزيرة توتي

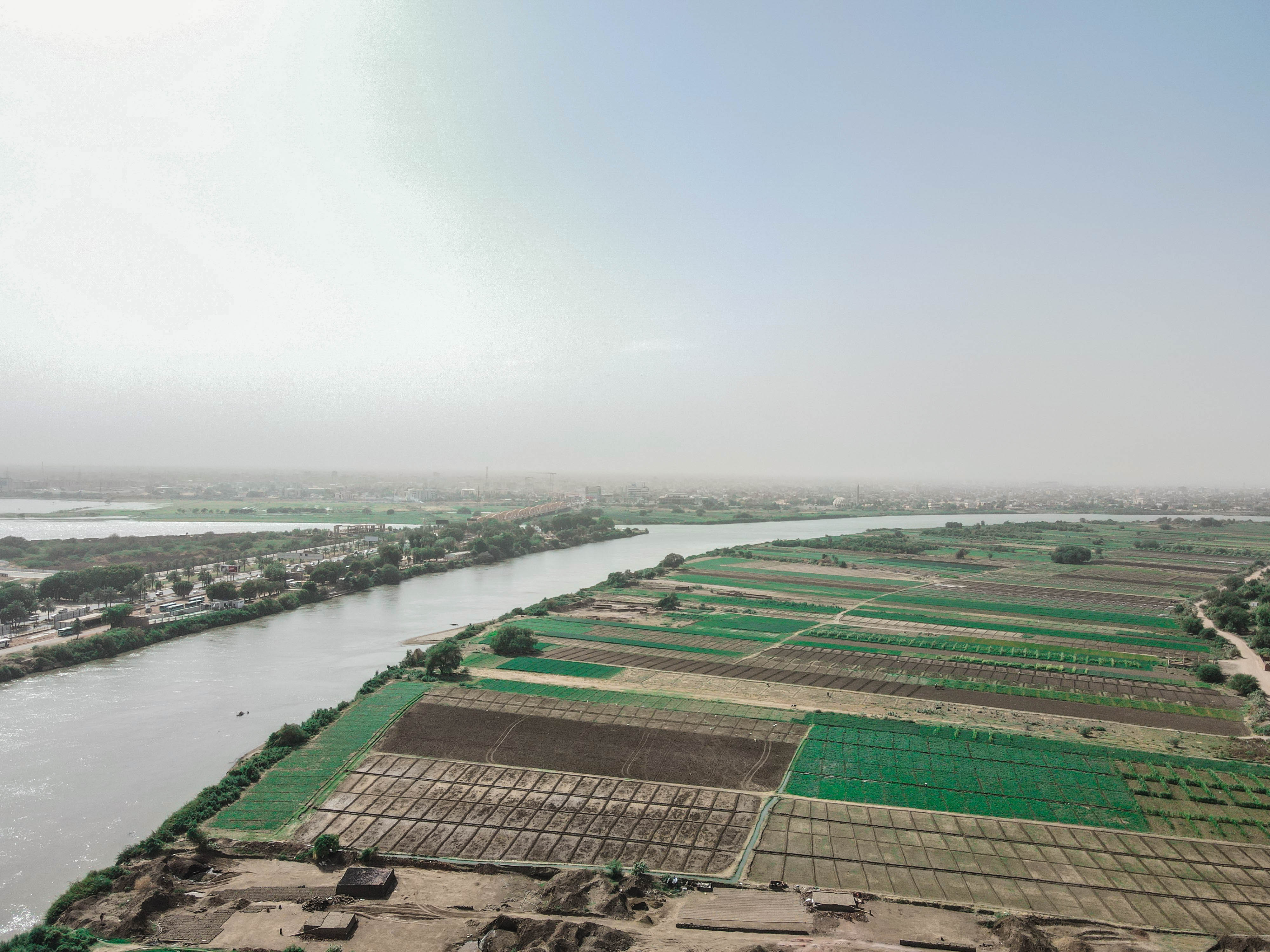
مزارع بالجزيرة على ضفاف النيل الأزرق و كبري الحديد

جزيرة توتي هي جزيرة تقع عند ملتقى النيلين الأزرق والأبيض في السودان وسط مدينة الخرطوم وتتوسط المدن الثلاث المكونة للعاصمة الخرطوم وهي: أمدرمان – الخرطوم – بحري، ومساحة جزيرة توتي هي: 950 فدانا. تغطي الخضرة أكثرها وخصوصا عند الأطراف، وبها بساتين الليمون والمانجو والجوافة وأنواع الخضر. وعند شاطئها الشرقي توجد رمال بيضاء تحيط بها بساتين الليمون، وبهذا فهي المكان المفضل للسباحة في النيل لأغلب سكان مدينة الخرطوم. وتجتذب بجمالها الأخاذ وخضرتها كل من يحضر إلى الخرطوم من السياح.

## السكان
تعدّ توتي اقدم منطقه في الخرطوم يتواجد بها سكان دون انقطاع تاريخي. ففي وسط الجزيرة به مدينة قديمة تسكنها قبيلة المحس المشهورة في السودان منذ ما يزيد على 500 عام وهي قبيلة ذات أصل أنصاري خزرجي. وقد اشتهرت جزيرة توتي بأنها منارة لنشر العلم الديني في وسط السودان منذ قرون. وقد أسس أهلها مدينة الخرطوم الحالية عندما بنو بمكانها الحالي خلوة لتعليم القرآن قبل 400 عام. وقد كانت في ذلك الوقت غابة. ثم توافد الناس طلبا للعلم ونشأت المدينة. وتجمع طريقة سكان توتي في الحياة نمط الحياة في المدينة مع نمط الحياة في القرية، إذ أنهم يحترفون الزراعة ومن أهم المحاصيل الزراعية الليمون والبرتقال والجرجير والمانجو، ويعيشون حياة اجتماعية مترابطة يجمعون إلى ذلك تمتعهم بجميع ميزات المدن بكونهم يسكنون وسط مدينة الخرطوم. ونسبة التعليم في سكان توتي 100% ومنهم كثيرون شغلوا ويشغلون مناصب رفيعة في الدولة ومنهم مشاهير على مستوى السودان والعالم الإسلامي.
ويقال أن التقاء موسى بن عمران مع الخضر المشار إليه في سورة الكهف قد كان في هذه الجزيرة عند صخرة فيها.[بحاجة لمصدر]
وقد وصف جزيرة توتي وتغني بجمالها الكثير من الشعراء، منهم الشاعر أبو شوقي وهو من أهلها، قال:

## شخصيات عامه من توتي
تعدّ جزيرة توتي مسقط رأس لعدد كبير من الشيوخ والفقهاء والعلماء والتربويين الذين اسهموا في حركه التعليم والدين في البلاد عبر التاريخ ومنهم:
- الشيخ ارباب العقائد صاحب أول مسجد بمدينة الخرطوم خلال الحكم التركي الأول والذي سمي لاحقا بجامع فاروق
- الشيخ خوجلى أبو الجاز المعروف بازرق توتي والذي سمي عليه حي حله خوجلي وحي الخوجلاب بمدينه بحري
- الشيخ حمد ود امريوم والذي سمي عليه حي حله حمد ببحري
- الشيخ ادريس ود الارباب والذي نسله منتشر بين العليفون و الدبيبة و شمبات

أما في السياسة والحركة الوطنية التي قاومت الاستعمار فقد برز:
- الشيخ علي عبد الرحمن الضرير رئيس حزب الشعب الديمقراطي ووزير الداخلية الأسبق
- النقابي والشيوعي المناضل قاسم أمين

كما جاء من توتي اطباء معروفين على مستوى البلاد منهم:
- البروفسور داؤود مصطفى خالد والذي يعدّ أبو الطب في السودان
- الدكتور شاكر زين العابدين مدير مستشفى سوبا الجامعي

أما في الأبداع والفنون فقد أعطت توتي السودان كل من:
- الفنان حمد الريح
- الفنان العاقب محمد حسن
- الفنان إبراهيم خوجلي
- المبدع المسرحي والمخرج سيد احمد محمد عبد الرحمن غاندي
- في المجال العسكري هناك الفريق أول فوزي أحمد الفاضل القائد العام للقوات المسلحة في فترة حكم الصادق المهدي ، وكذلك الفريق حسان عبد الرحمن وزير الدفاع في بدايات عهد الإنقاذ

## معرض صور

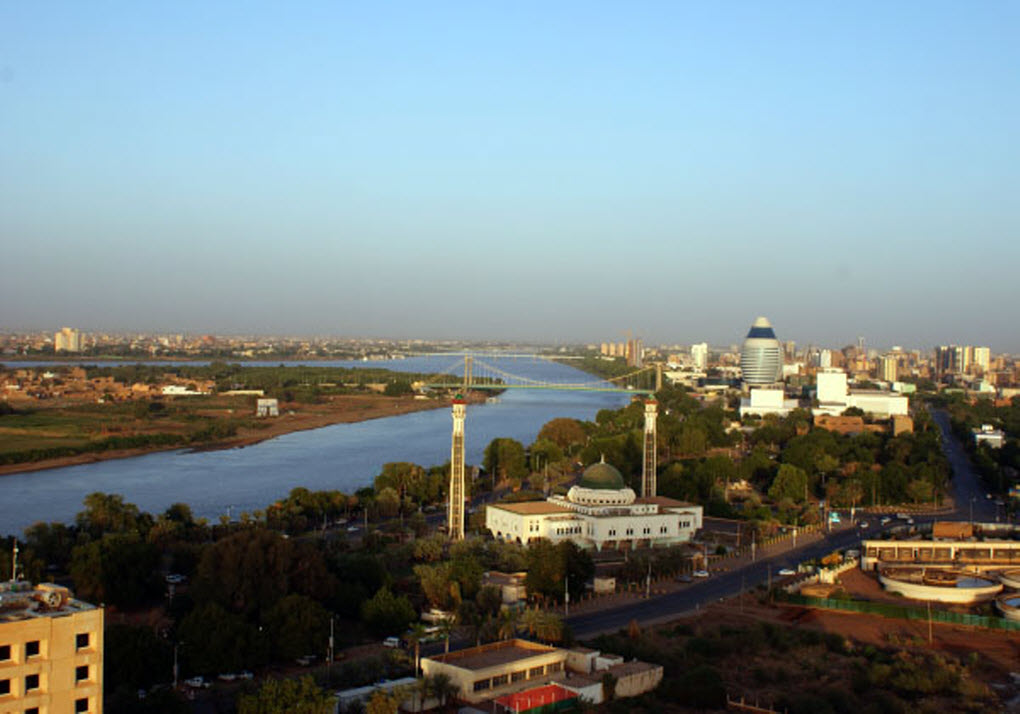
جزيرة توتي من أعلى
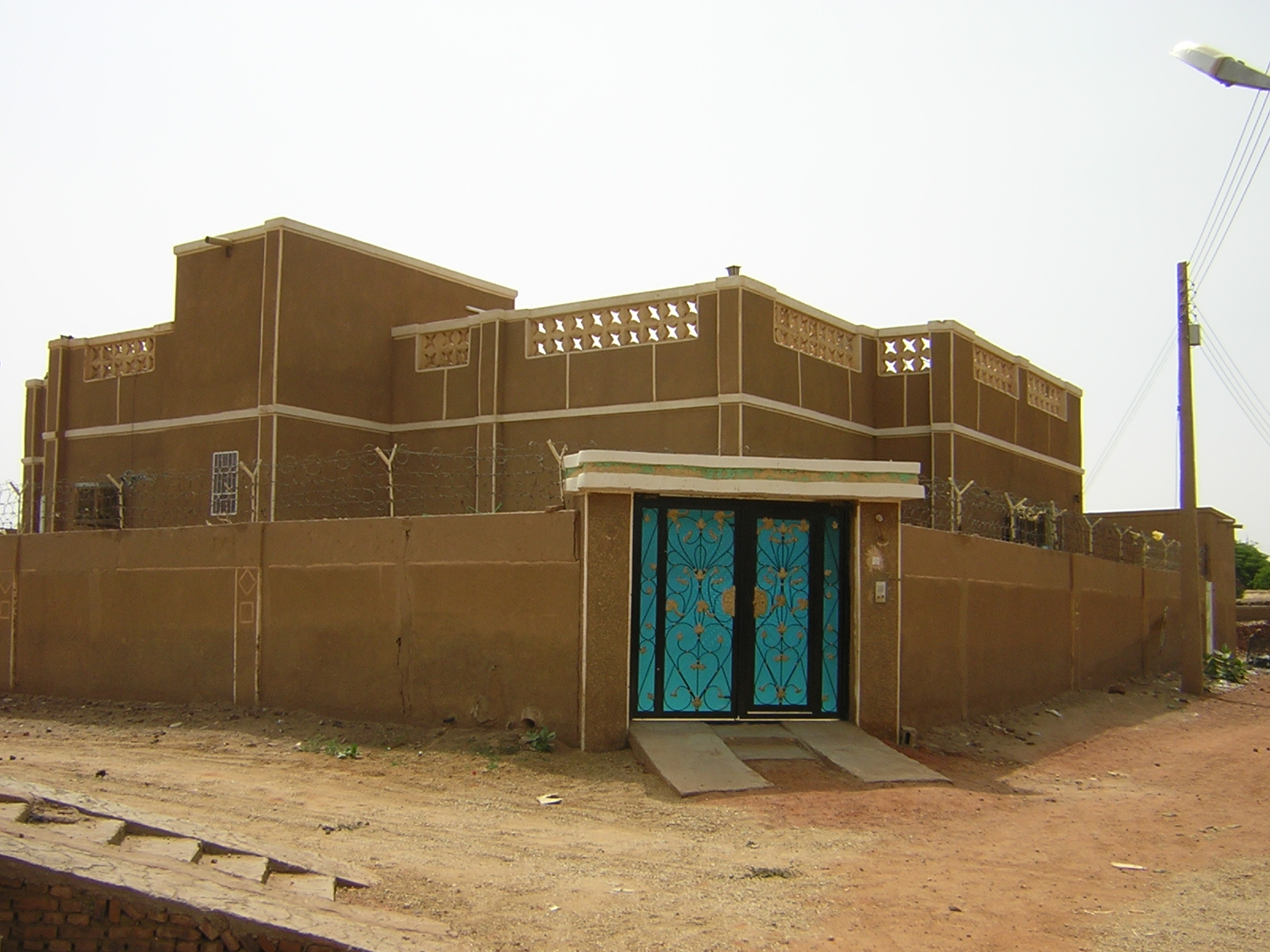
منزل في جزيرة توتي
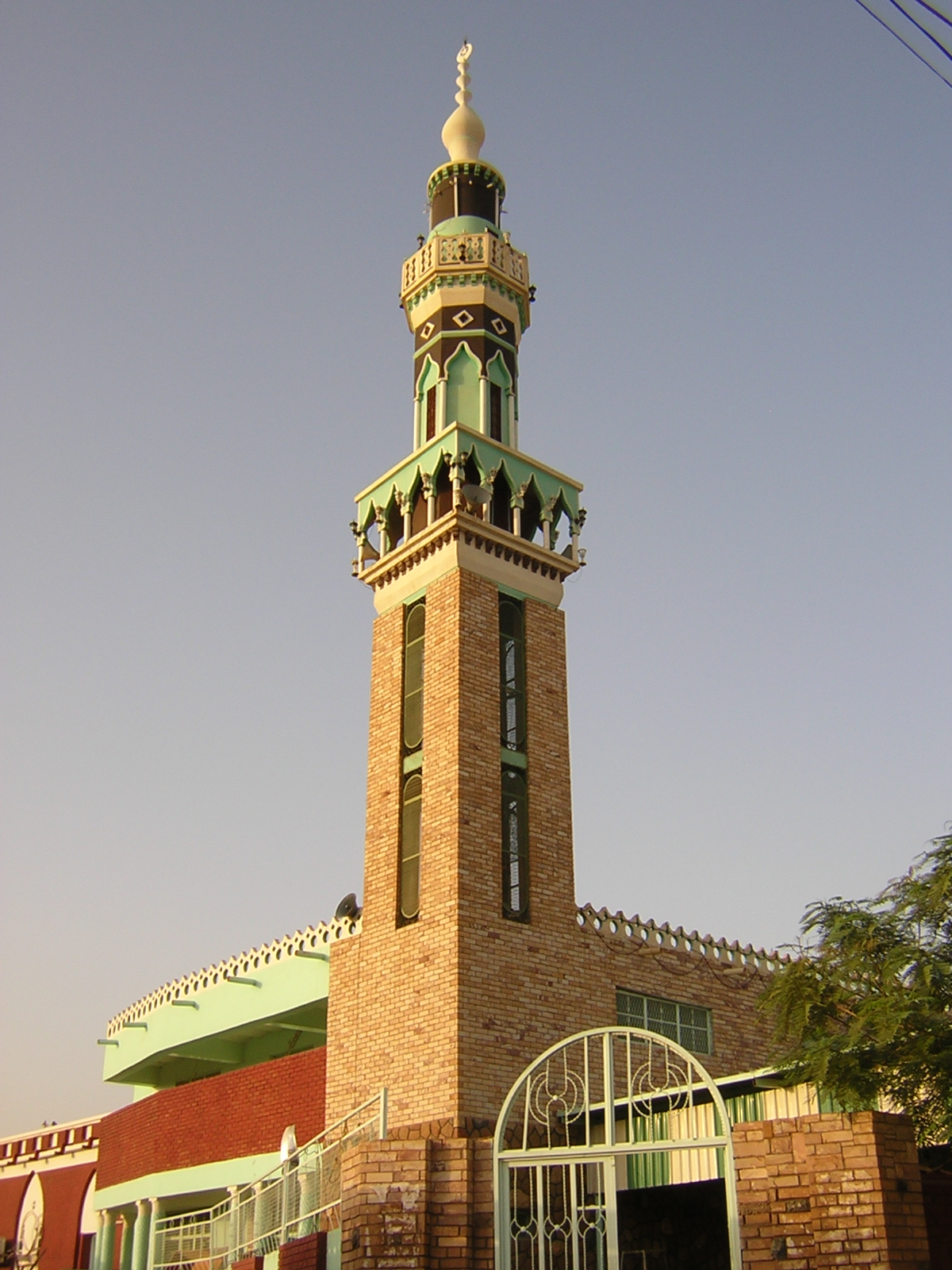
مسجد في جزيرة توتي
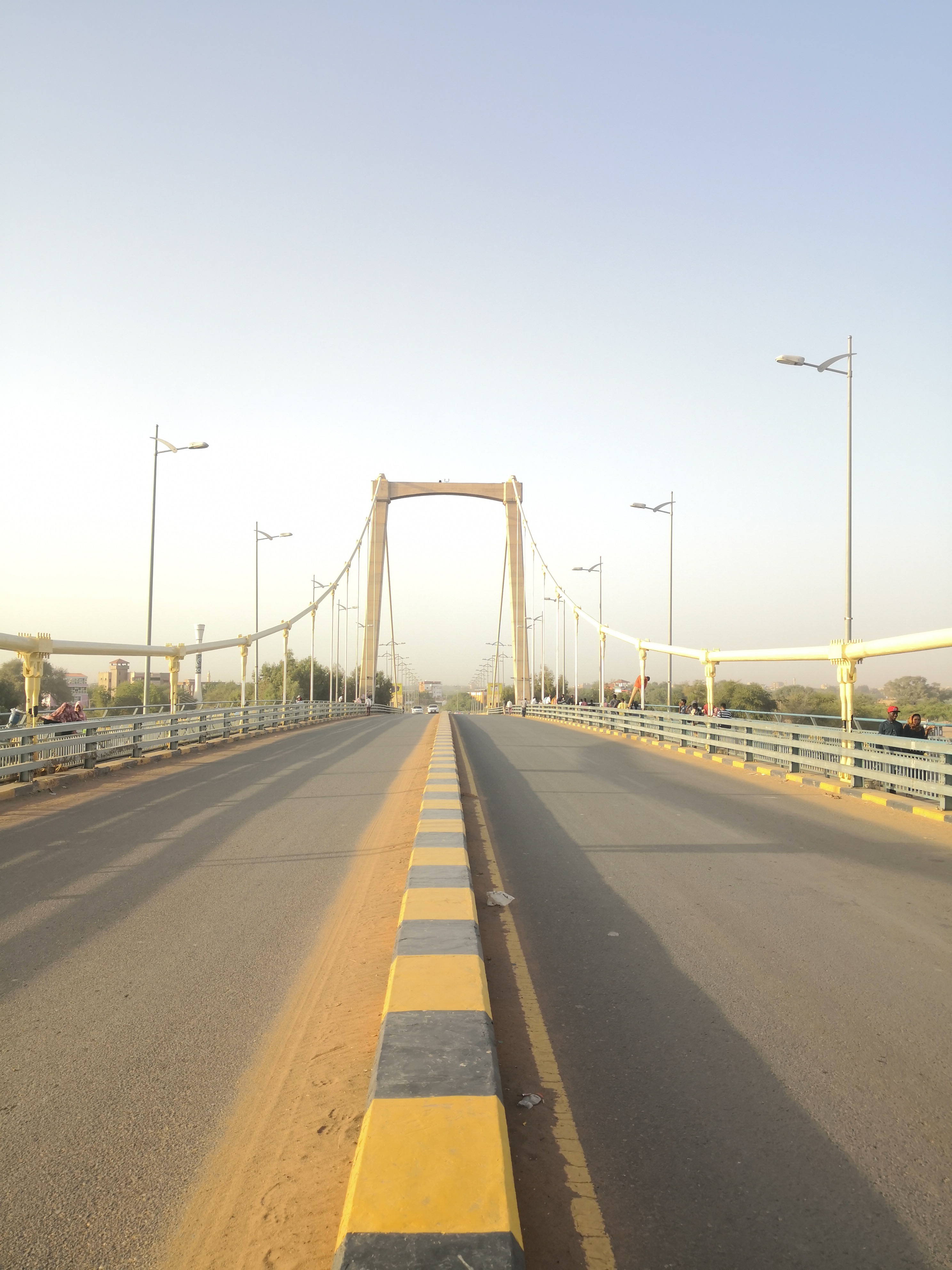
مدخل جزيرة توتي
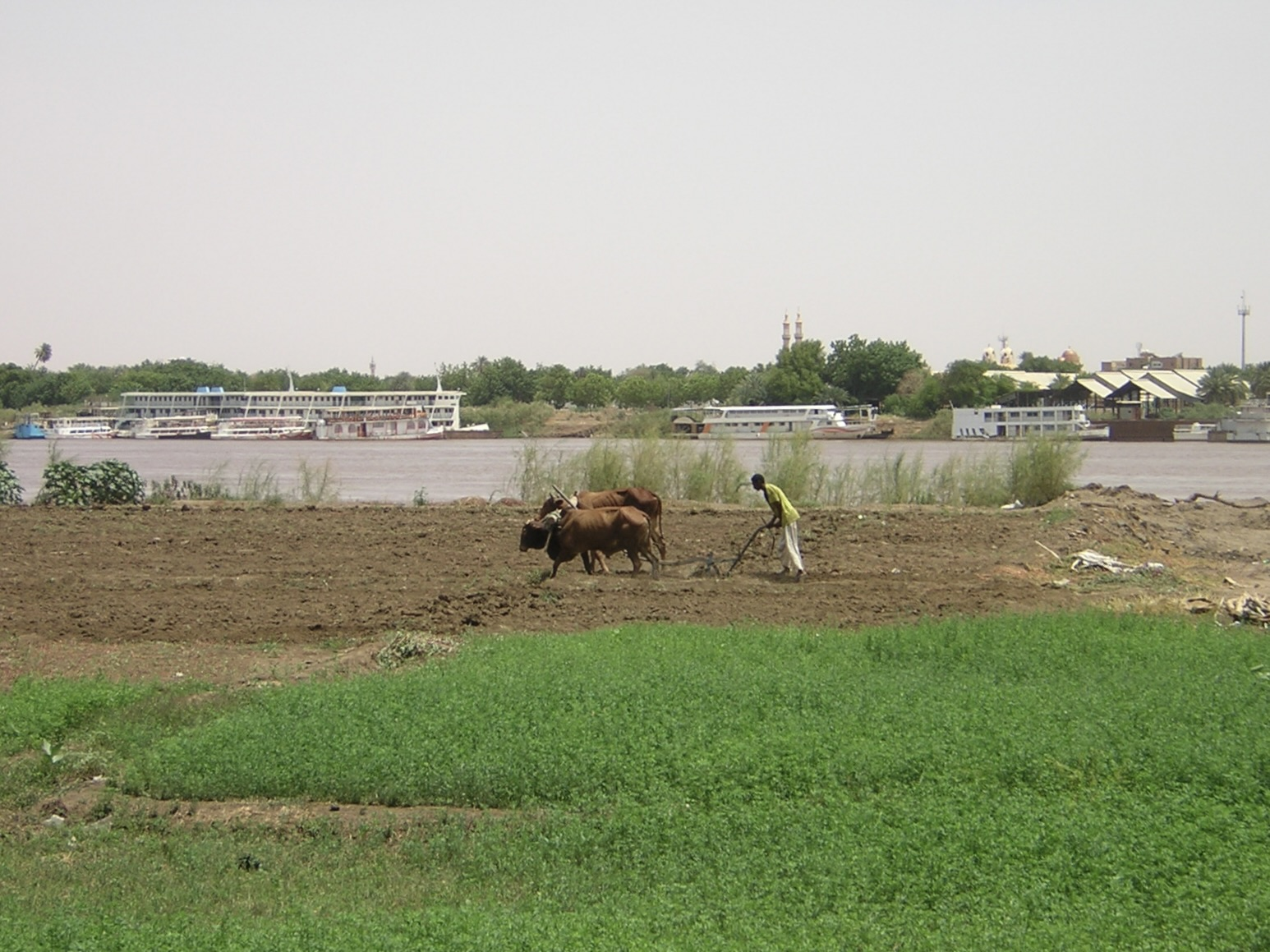
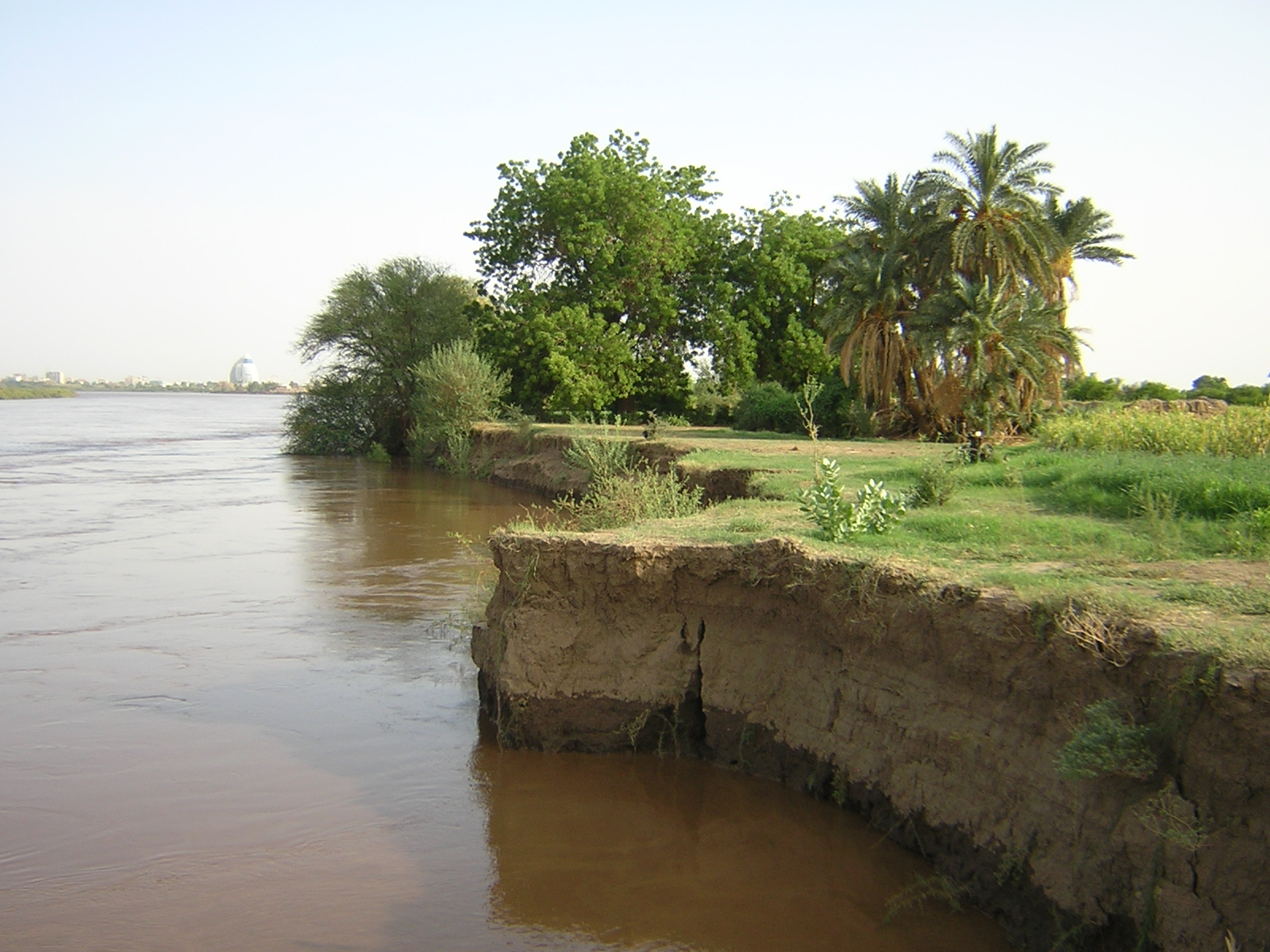
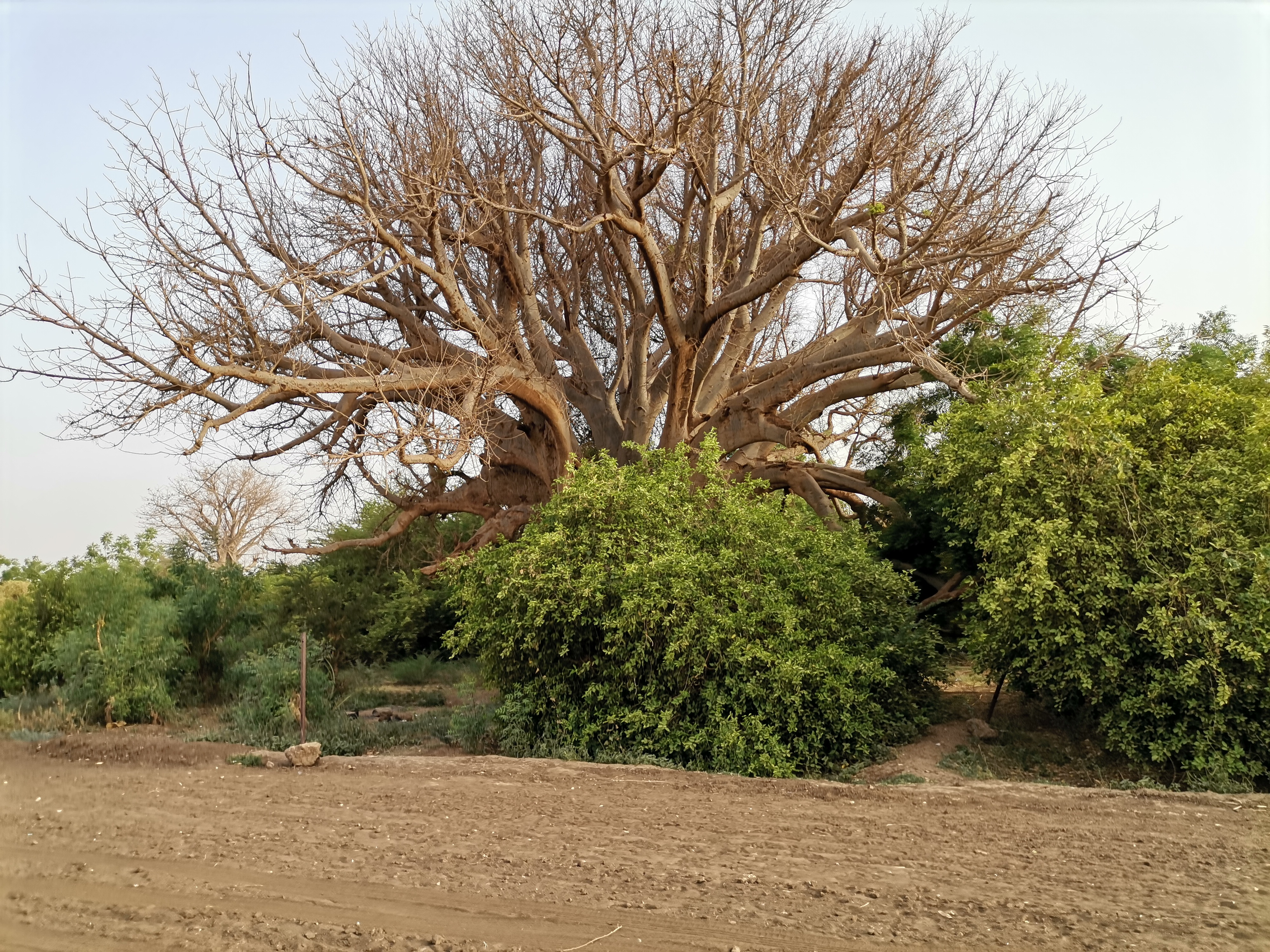
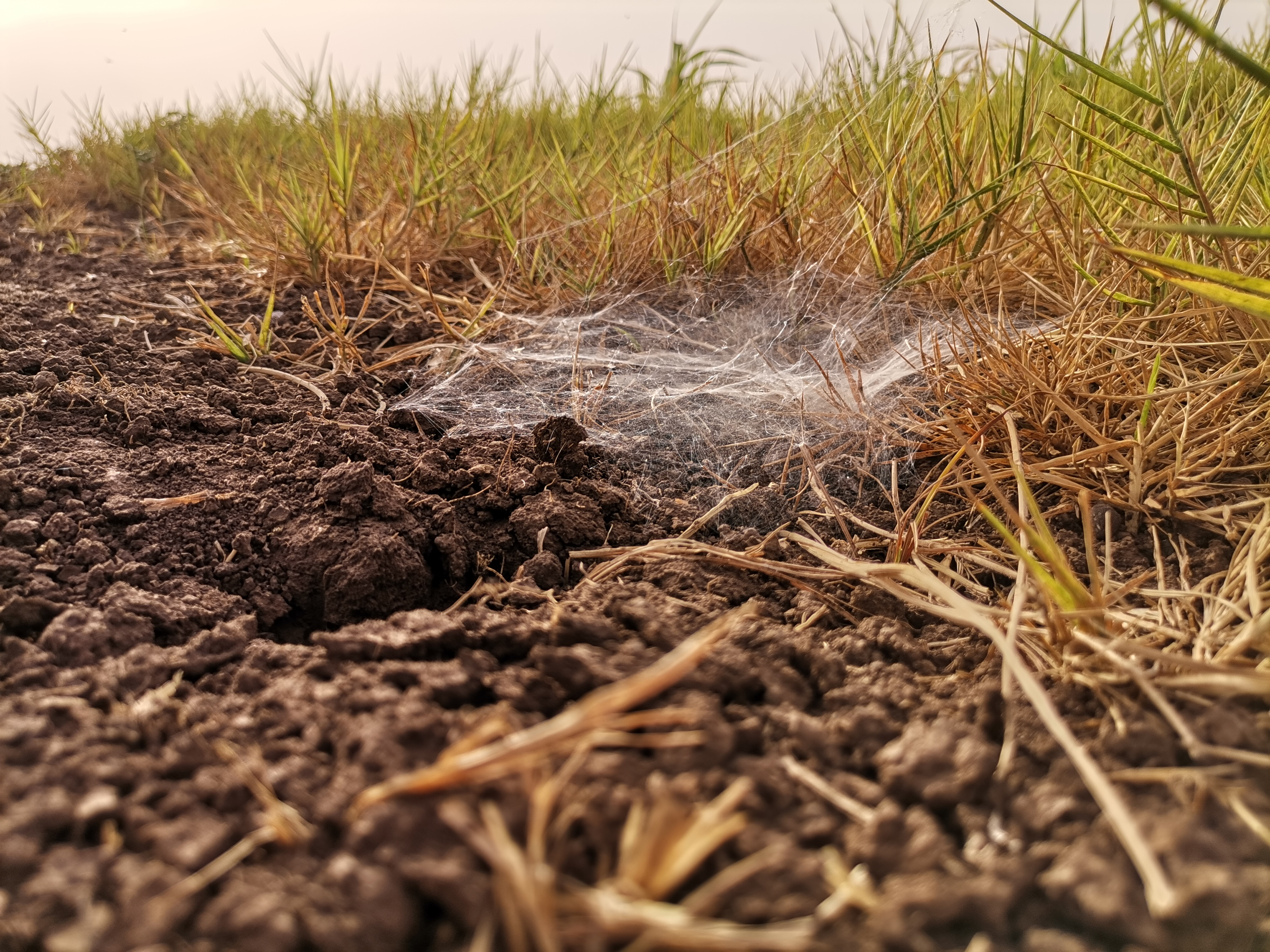
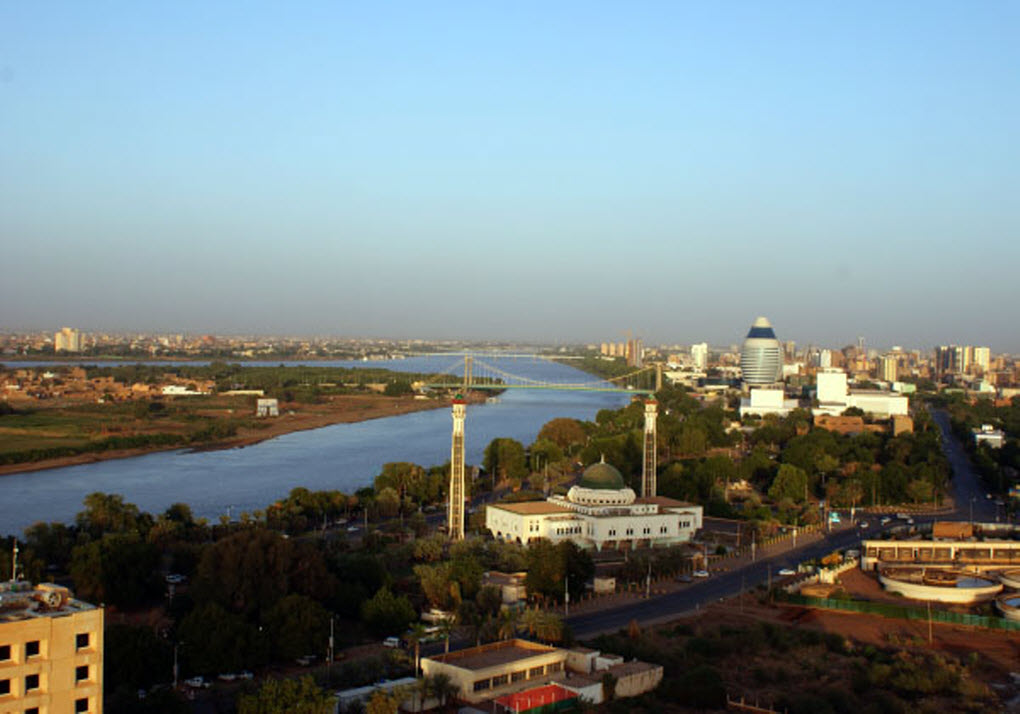
جزيرة توتي

## وصلات خارجية
موقع جزيرة توتي على الوب
- ملتقى أبناء توتى